# Grillskär, Lovisa
Grillskär är en ö i Finland. Den ligger i Finska viken och i kommunen Lovisa i den ekonomiska regionen  Lovisa i landskapet Nyland, i den södra delen av landet. Ön ligger omkring 90 kilometer öster om Helsingfors.
Öns area är 1,6 hektar och dess största längd är 220 meter i sydöst-nordvästlig riktning. Närmaste större samhälle är Pyttis, 18,7 km norr om Grillskär.